# Абдул Латіф Рашид
Абдул Латіф Рашид (10 серпня 1944 , Сулейманія, Іракське Хашимітське Королівство ) — іракський курдський політик і 9-й президент Іраку, після президентських виборів в Іраку 2022 року.

Раніше він був міністром водних ресурсів за уряду Нурі аль-Малікі.
До цього він обіймав ту ж посаду як за Перехідного уряду Іраку, так і за Тимчасового уряду Іраку.
Рашид раніше був представником Патріотичного союзу Курдистану (ПСК) у Великій Британії.
Він випускник Манчестерського університету.
Як міністр водних ресурсів з вересня 2003 по грудень 2010 року, Рашид відповідав за низку питань, а саме іригацію, муніципальне та промислове водопостачання, гідроенергетику, боротьбу з повенями та екологічні вимоги, включаючи відновлення боліт.
Після повалення режиму Саддама Хусейна у квітні 2005 року міністр відповідав за значні покращення в управлінні водними ресурсами країни.

## Біографія
Рашид народився 1944 року в Сулейманії, Королівстві Ірак, у курдській сім'ї з вищого стану.
Рашид навчався у британській середній школі «A-Levels» у Північному Уельсі.

Він має звання бакалавра наук (1968) з цивільного будівництва Ліверпульського університету, а також магістра наук (1972) і доктор філософії (1976) з інженерії Манчестерського університету.
Після повернення до Іраку став активним членом ПСК під керівництвом Джалала Талабані.
Міністр брав участь у низці програм та організацій, пов'язаних із розробкою, розвитком сільського господарства.
Раніше він працював старшим менеджером проєктів Продовольчої та сільськогосподарської організації ООН (UNFAO) у Ємені та Саудівській Аравії.
Був членом Виконавчої ради Іракського національного конгресу (INC) та представником Патріотичного союзу Курдистану у Великій Британії з 1986 року, а також представником Фронту Курдистану.
Доктор Рашид — дипломований інженер, співробітник Інституту цивільного будівництва та Міжнародної комісії з іригації та дренажу (МКІД), а також позаштатним консультантом з іригаційних та дренажних проєктів і працював з Управлінням водного господарства.
У 1992 році Рашид був обраний віце-президентом і виконавчим членом Іракського національного конгресу (ІНК), а в 1998 році його було обрано до керівництва ІНК із шести осіб.
Крім технічних знань та обов'язків Рашид брав активну участь як у курдській, так і в іракській політиці.
Він був присутній на багатьох конференціях та офіційних зустрічах від імені курдських політичних партій та іракських опозиційних груп за режиму Саддама.
Рашид також представляв курдську політику та іракські опозиційні групи Саддаму на офіційних зустрічах із різними міжнародними інститутами та урядами.
Одружений з Шаназ Ібрагім Ахмед, у них двоє синів і одна дочка.

## Президент Іраку
13 жовтня 2022 року Латіфа Рашида було обрано 9-м президентом Іраку.
Рашид змінив Бархама Салеха на посаді голови держави після двораундового голосування в парламенті, набравши понад 162 голоси проти 99 за Салеха.